# عفيرة بنت عباد
عَفِيرة بنت عَبَّاد (وقيل عفار أو عفان) الجديسية من بني جديس ويقال لها الشموس؛ شاعرة عربية من أهل اليمامة بنجد وسط شبه الجزيرة العربية.

## من شعرها
كان عمليق ملك طسم ظالمًا حيث أمر بألّا تتزوج امرأة من جديس إلا إذا تقدمت إليه بعد الزواج. فتزوجت عفيرة واغتصبها عمليق، فذهبت إلى قومها تقول:
ثم قالت تحرض قومها:
فقام قومها وقتلوا عمليق.

## المقتطفات الأدبية
- قصائد كلاسيكية للنساء العربيات ترجمة عبد الله الأدهري، 1999.ISBN 086356-096-2[3]